# Vụ tấn công nhà ga Côn Minh 2014
Vụ tấn công nhà ga Côn Minh 2014 xảy ra vào 21:20 (CST), ngày 1 tháng 3 năm 2014 khi một nhóm nam nữ mặc trang phục màu đen cầm vũ khí xông vào chém những người có mặt tại quảng trường nhà ga Côn Minh, phòng bán vé. Cảnh sát đã phong tỏa hiện trường sau vụ tấn công ở nhà ga. Vụ tấn công đã làm 35 người thiệt mạng, 143 người bị thương. Cảnh sát đã tiêu diệt 4 phần tử khủng bố và bắt giữ một người.
Tại hiện trường còn lưu lại vết máu dài khoảng 300 m, các đoàn tàu tại ga Côn Minh theo lịch trình được tạm thời sắp xếp đến các ga khác. Sân bay quốc tế Trường Thủy Côn Minh đã tổ chức cuộc họp khẩn cấp, tăng cường giám sát an ninh.

## Phản ứng
Sau khi xảy ra sự việc, Tổng Bí thư Ban Chấp hành Trung ương Đảng Cộng sản Trung Quốc Tập Cận Bình và Thủ tướng Quốc vụ viện Lý Khắc Cường đưa ra công văn chỉ đạo riêng, yêu cầu cơ quan chính pháp nhanh chóng tổ chức lực lượng toàn lực điều tra phá án, nghiêm trị các phần tử khủng bố theo luật pháp. Bí thư Ủy ban Chính pháp Trung ương Mạnh Kiến Trụ, Ủy viên Quốc vụ-Bộ trưởng bộ Công an Quách Thanh Côn khẩn cấp đến Vân Nam ngay trong đêm để chỉ đạo công tác điều tra, thăm hỏi quần chúng bị thương và thân nhân người bị nạn.

## Điều tra
Các cơ quan báo chí Trung Quốc đã loan tin cho là những người tấn công thuộc dân tộc Uyghur. Sau cuộc tấn công, cảnh sát Côn Minh bắt đầu tập hợp thành viên của cộng đồng Uyghur địa phương để thẩm vấn. Một người Uyghur địa phương đã trả lời câu hỏi của cảnh sát và nói rằng nó thật khó cho bất cứ ai biết được những kẻ tấn công là người Uyghur hay không vì tất cả họ đều mặc đồ đen: "Chúng tôi không đồng tình cuộc tấn công này". Tờ Minh Báo của Hồng Kông dẫn lời một cư dân Uyghur địa phương đã tức giận với những kẻ tấn công vì hành động này làm nhục người di cư Tân Cương.